# Моку-Ману
Моку Ману (англ. Moku Manu, мовою гавайців «Острів Птахів») — острівець що лежить біля Оаху, приблизно за один кілометр від півострова Мокапу. Острів був утворений з уламків, які викинув розташований неподалік вулкан Кайлуа. 
Моку Ману (найвища точка 62 м над рівним морем) — державний заповідник (англ. sanctuary) птахів. Оскільки острів оточений високими скелями, висадка з човна майже неможлива. На Моку Ману гніздяться 11 видів морських птахів.